# Telepath
Telepath è il quarto EP del gruppo musicale Samael, pubblicato il 27 settembre 2004 dalla Galactical Records. 

## Tracce
1. Telepath – 3:35
2. Inch'Allah – 3:33
3. Telepathic (Remix) – 4:19
4. Inch'Allah (strumentale) – 3:33
5. Telepathic – 4:19

## Formazione
- Vorph – voce, chitarra, testi
- Xy – batteria, tastiere
- Mas – basso
- Makro – chitarra